# Georg Feuerstein
Georg Feuerstein (Würzburg, 27 maggio 1947 – Saskatchewan, 25 agosto 2012) è stato un indologo tedesco.

## Vita
Interessatosi sin da giovane allo studio e alla disciplina dello yoga, Feuerstein proseguì i suoi studi addottorandosi in Inghilterra. Si trasferì quindi prima negli USA, poi in Canada, nella regione del sud del Saskatchewan, lungo la riva del fiume Frenchman, dove visse fino alla morte, sopraggiunta per complicanze del diabete.
Autore di più di cinquanta pubblicazioni riguardanti soprattutto lo yoga, Georg Feuerstein fu anche insegnante a distanza, fondando il Traditional Yoga Studies, istituto che diresse insieme alla moglie Brenda.

## Opere
- Living Yoga.
- Structures of Consciousness: The Genius of Jean Gebser.
- Tantra: Path of Ecstasy, Shambhala, 1998.
- The Bhagavad-Gītā: A New Translation, Shambhala, 2011.
- The Deeper Dimension of Yoga, Shambhala.
- The Philosophy of Classical Yoga, St. Martin's Press, 1980.
- The Encyclopedia of Yoga and Tantra, Shambhala 2011.
- (con Brenda Feuerstein) The Matrix of Yoga: Teachings, Principles and Questions.
- The Mystery of Light: The Life and Teaching of Omraam Mikhael Aivanhov.
- The Path of Yoga: An Essential Guide to Its Principles and Practices.
- The Yogis of Tibet.
- The Yoga Tradition, Hohm Press, 2008.
- (con Larry Payne) Yoga for Dummies,
- Yoga Morality, Hohm Press, 2007.